# Луций Марий Перпетв (консул-суффект)
Луций Марий Перпетв (лат. Lucius Marius Perpetuus) — римский политический деятель и сенатор первой половины III века.
Перпетв происходил из всаднического рода. Его отцом был прокуратор Луций Мария Перпетв, а братом — историк Луций Марий Максим Перпетв Аврелиан. Вполне возможно, он начинал свою карьеру в качестве вигинтивира. Первая документально зафиксированная должность Перпетва — должность военного трибуна IV Скифского легиона, дислоцировавшегося в Сирии. После этого он был квестором, пост которого занял как кандидат от императора. Затем Перпетв занимал должность народного трибуна или эдила, или претора (возможно, он последовательно занимал каждую из них), и был возведен в преторский ранг.
Потом Марий был легатом XVI Стойкого Флавиева легиона в Сирии при наместнике Луции Альфене Сенеционе либо в 200 году, либо в 203 году. Между 200 и 207 годом Перпетв находился на посту легата пропретора Аравии Петрейской. В 203, 208 или в 214 году, во всяком случае между 203 и 214 годом, он занимал должность консула-суффекта. Также между 204 и 211 годом он был куратором Тускула и Урбис Сальвии. За этим последовало его назначение легатом пропретором Верхней Мезии, которым он был примерно с 211 по 214 год. Возможно, в 214 или 215/216 году Перпетв был легатом пропретором Дакии. Около 218/219 года он находился на посту проконсула Африки или Азии.
Его сыном был консул 237 года Луций Марий Перпетв.